# Hadera
Hadera ou Hedera (Hebraico: חדרה) é uma cidade israelense do distrito de Haifa, situada entre as cidades de Haifa e Tel Aviv, no noroeste do país. Foi fundada no fim do século XIX por imigrantes judeus. No fim de 2004, a cidade contava com uma população de 75.300 habitantes
Nela situa-se a Escola Democrática de Hadera, que dá autonomia aos alunos o que querem aprender.

## Geminações
Hadera possui as seguintes cidades-gémeas:
- Charlotte, Carolina do Norte, EUA
- Haren, Groninga, Países Baixos
- Nuremberga, Alemanha desde 1995
- Saint Paul, Minnesota, EUA desde 1981